# برلين-بيروت (فلم)
برلين-بيروت (بالإنجليزية: Berlin Beirut) هو فيلم كوميدي تم إنتاجه في ألمانيا ولبنان وصدر في سنة 2004.

## وصلات خارجية
- مقالات تستعمل روابط فنية بلا صلة مع ويكي بيانات